# Elijah Parish Lovejoy

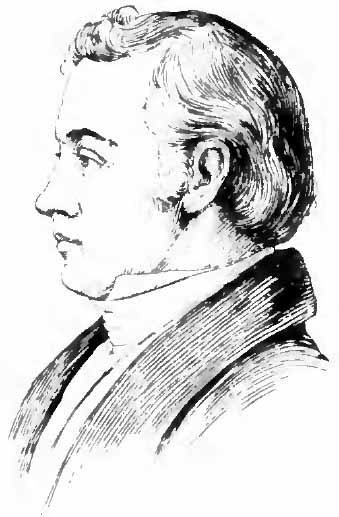
Elijah Parish Lovejoy

Elijah Parish Lovejoy (* 9. November 1802 in Albion, Massachusetts; † 7. November 1837 in Alton, Illinois) war ein US-amerikanischer presbyterianischer Pfarrer, Journalist, Verleger und Gegner der Sklaverei, der aufkommenden Abolitionistenbewgung im Norden der USA. Seine Druckmaschinen wurden mehrmals zerstört, und er wurde 1837 von einem sklavereibefürwortenden Mob ermordet. Von den Abolitionisten wurde er als Märtyrer verehrt.

## Leben
Elijah Parish Lovejoy ist der älteste Sohn des Pastors Daniel Lovejoy (1776–1833) und seiner Frau Elizabeth Gordon Pattee Lovejoy 1772–1857, die insgesamt sieben Kinder hatten. Nach ihm geboren wurden Joseph Cammett Lovejoy (1805–1871), Owen Lovejoy (1807–1810), Sybil Pattee Lovejoy Blanchard (1809–1857), Owen Lovejoy (1811–1864), Elizabeth Pattee Lovejoy Wiswall (1815–1893) und John Ellingwood Lovejoy (1817–1891). Der Vater war Pfarrer einer dem Kongregationalismus verpflichteten Kirche, so dass Lovejoy als evangelischer Christ aufwuchs. Er besuchte das Waterville College (heute Colby College) in seinem Heimatstaat Maine. Später zog er nach Westen und ließ sich 1827 in St. Louis, Missouri nieder. Dort arbeitete er als Journalist beim St. Louis Observer, einer Zeitung, die in Opposition zur Politik des Präsidenten Andrew Jackson stand. Außerdem gründete und leitete er eine Schule. Lovejoy studierte später am Princeton Theological Seminary in New Jersey und wurde ordinierter Prediger. Als er nach St. Louis zurückkehrte, wurde er im August 1830 Journalist beim Observer und schrieb gegen die Sklaverei bis am 18. Februar 1832.
Als 1836 aufgebrachte Sklavereibefürworter seine Druckerpresse zum dritten Mal zerstörten, zog er weiter nach Alton, Illinois. Dort leitete er die College Avenue Presbyterian Church und gründete 1837 den Alton Observer, wo er weiter gegen die Sklaverei schrieb. Am 3. Oktober 1837 wurde Lovejoy in der Second Street Presbyterian Church von William Campbell gewarnt, dass ein wütender Mob in angreifen wolle. Am 7. November 1837 bedrängte ihn ein Lynchmob im Gilman’s Warehouse, zündete sein Gebäude an, zerstörte seine von der Ohio Antislavery Society erhaltene Druckerpresse und erschoss ihn. Die zerstörte Druckmaschine landete schließlich im Mississippi River.
Elijah Lovejoy wurde auf dem Alton Cemetery beigesetzt. Sein Bruder Owen ging in die Politik, wurde Abgeordneter im Repräsentantenhaus der Vereinigten Staaten und führte die Abolitionistenbewegung von Illinois an.

## Familie
1835 heiratete Lovejoy die Witwe Celia Ann French (1813–1870) und hatte mit ihr zwei Kinder. Bekannt ist jedoch nur Edward Payson Lovejoy (1836–1891).

## Vermächtnis und Ehrungen
- Abraham Lincoln erwähnte den Mord in einer Rede im Januar 1838 (Lyceum address).
- 1897 errichteten Altons Bürger ein Monument mit einem gut 30 Meter hohen Turm zu seinen Ehren: The Elijah Lovejoy Monument.[9][10][11]
- Die Bibliothek der Southern Illinois University Edwardsville ist nach ihm benannt.
- Der Elijah Parish Lovejoy Award, der für journalistische Leistungen vergeben wird, wird seit 1952 vom Colby College vergeben.[12]
- Elijah Lovejoy hat einen Stern auf dem St. Louis Walk of Fame neben dem Delmar Boulevard.
- Elijah Lovejoy ist die erste erwähnte Person von mehr als 2200 Namen im Newseum's Journalists Memorial, die an die Opfer für eine freie Presse erinnern.[13]